# Murindó
Murindó es un municipio de Colombia, localizado en la subregión de Urabá en el departamento de Antioquia. Limita por el norte con el departamento del Chocó, por el este con los municipios de Dabeiba y Frontino, por el sur con el municipio de Vigía del Fuerte y por el oeste con el municipio de Vigía del Fuerte y el departamento del Chocó. Dista 310 km de Medellín, la capital departamental. Tiene una extensión de 1.349 kilómetros cuadrados y se encuentra tan sólo a 25 metros sobre el nivel del mar. Es un municipio que no cuenta con acueducto y alcantarillado público, por consecuente deben buscar agua en los ríos y piscinas naturales cercanas.

## Historia
Hasta el presente las fiestas patronales de Murindó se dedican a San Bartolomé Apóstol, pues el primer caserío que allí se fundó llevó el nombre de San Bartolomé de Murindó. El año que se tiene como oficial para la fundación inicial del poblado es 1835. Se considera como su fundador a don Juan Paulino Salazar. La comunidad ha sufrido varias veces cambios en su condición geográfica, política y administrativa, y por eso otras versiones indican que la erección definitiva en distrito municipal fue en el año de 1914.
Situado a la orilla del río Atrato, este municipio está metido en la selva virgen, de gran atractico para el turismo de aventura. Está lleno de ríos aptos para la pesca, piscinas naturales y caminos de abundante naturaleza. 
Murindó representa además una gran riqueza cultural, producto de la presencia de mestizos, negros e indígenas Emberá catíos.

## Geografía
Murindó está localizado en una zona de pluvialidad y humedad muy altas. Prácticamente llueve allí todo el año. Situado en una margen del río Atrato, único medio de comunicación que posee el municipio con la capital Medellín, aunque tiene comunicación por carretera con dos de sus municipios vecinos de la zona.

## División Político-Administrativa
Además de su Cabecera municipal. Murindó tiene bajo su jurisdicción los siguientes corregimientos (de acuerdo a la Gerencia departamental):
- Bellaluz
- Campoalegre
- Opogadó

## Generalidades
- Fundacivos: Símbolo de superación y Tierra acogedora donde nadie es forastero.

Es una de las pocas regiones del país donde quedan resguardos indígenas catíos (2). Está unido por carretera con las localidades de Bellavista y Vigía del Fuerte. Es puerto fluvial del río Murindó
A Murindó se le aplica el apelativo de Sinónimo de superación.

## Demografía
Población Total: 4 911 hab. (2018)
- Población Urbana: 1760
- Población Rural: 3151

Alfabetismo: 58,5% (2005)
- Zona urbana: 46,5%
- Zona rural: 53,5%

### Etnografía
Según las cifras presentadas por el DANE del censo 2005, la composición etnográfica del municipio es: 
- Negros (47,8%)
- Indígenas (42,0%)
- Mestizos y blancos (10,2%).

## Economía
Fundamentalmente agricultura y pesca. En cuanto a artesanías, se tallan canoas en madera, al igual que canaletes, pilones, bateas, mangos para herramienta. Se elaboran sombreros, tazas y esteras con bejucos, hojas y frutos.

## Gastronomía
La comunidad ofrece comidas muy típicas y salidas del estándar de la gastronomía tradicional colombiana. Además, al no pertenecer el municipio a la zona paisa de Antioquia, tampoco se destacan los platos típicos antioqueños. En su lugar, se ofrece borojó, chontaduro con sal y pescado preparado de diversas formas. Otros son por ejemplo la pampa, el jenene, el tumbo y el birimbi.

## Fiestas
- Día del Tambeo o de la Santa Cruz
- Fiestas patronales de San Bartolomé Apóstol
- Día de los Matachines.